# По ту сторону добра и зла
«По ту сторону добра и зла. Прелюдия к философии будущего» (нем. Jenseits von Gut und Böse) — произведение немецкого философа Фридриха Ницше.
Рукопись произведения была закончена зимой 1885—1886 гг. Первоначально Ницше хотел издать её в лейпцигском издательстве Г. Креднера, однако ему ответили отказом. После он обратился в берлинское издательство Карла Дункера, где также ему было отказано. В итоге в августе 1886 г. Ницше издал книгу за свой счёт в лейпцигском издательстве К. Г. Наумана. За десять месяцев со дня выхода книги было продано всего 114 экземпляров.

## Фридрих Ницше о своей книге
Ужасная книга, проистекающая на сей раз из моей души, — очень чёрная, почти каракатица. Меня она бодрит — как если бы я взял нечто «за рога»: по всей очевидности, не «быка».

## Темы, затрагиваемые в книге
Из четырёх произведений «позднего периода», «По ту сторону добра и зла» больше всего напоминает афористический стиль среднего периода. Она разоблачает недостатки тех, кого обычно называют «философами» и выявляет качества «новых философов»: воображение, настойчивость, оригинальность и «создание ценностей». Затем он оспаривает некоторые из основных предпосылок старой философской традиции наподобие «самосознания», «знания», «истины» и «свободы воли», объясняя их изобретением морального сознания. Вместо них он предлагает в качестве объяснения любого поведения волю к власти. Он производит переоценку гуманистических убеждений, показывая, что даже жажда власти, присвоение и причинение боли слабому не являются абсолютно предосудительными.
Ницше, как и Кьеркегор, а также Достоевский, был одним из первых, кто смог показать, какие смертоносные яды несет для человеческой души ход развития современной цивилизации.

## Реакция и отзывы
Реакция на данную работу Ницше была самой разнообразной. Ф. Овербеку Ницше писал следующее:

И вот же просьба, старый друг: прочти её всю от и до и воздержись от чувства горечи и отчуждения — «соберись с силами», всеми силами Твоего благоволения ко мне, Твоего терпеливого и стократно испытанного благоволения — если книга окажется Тебе невмоготу, то, может статься, это не распространится на сотню частностей! Может статься также, что она послужит тому, чтобы прояснить в чём-то моего Заратустру, который оттого и является непонятной книгой, что весь восходит к переживаниям, не разделяемым мною ни с кем. Если бы я мог довести до Тебя в словах моё чувство одиночества! Ни среди живых, ни среди мёртвых нет у меня никого, с кем я чувствовал бы себя родным. Это неописуемо жутко, и только то, что я изловчился сносить это чувство и с детских лет постепенно развивал его в себе, внушает мне уверенность в том, что я ещё не конченый человек. — В остальном задача, ради которой я живу, лежит передо мной в полной ясности — как некий factum неописуемой скорби, но просветлённой сознанием того, что в нём таится величие, если только задаче смертного было когда-либо присуще величие.
Овербек ничего не ответил на это письмо. Эрвин Роде также промолчал. Мальвиде фон Мейзенбург (которая придерживалась идеалистических взглядов) Ницше вообще запретил читать его книгу. Якоб Буркхардт похвалил книгу в плане её «исторических прозрений». Похвальный отклик на книгу пришёл также из Парижа от И. Тэна. У Брандеса[уточнить] она вызвала «живейший интерес».
Редактор бернского издания «Бунд» И. В. Видман писал:

Те запасы динамита, которые были использованы при строительстве Готардской дороги, хранились под чёрным предупредительным флагом, указующим на смертельную опасность. — Только в этом смысле говорим мы о новой книге философа Ницше как об опасной книге.

## Произведение на русском языке
- Сборник произведений — «По ту сторону добра и зла», «Казус Вагнер», «Антихрист», «Ессе Номо», «Человеческое, слишком человеческое», «Злая мудрость». Мн.: Издательство «Харвест», 2005. ISBN 985-13-0983-4